# Алтуховское городское поселение
Алтухо́вское городское поселение — муниципальное образование в южной части Навлинского района Брянской области.
Административный центр — посёлок городского типа Алтухово.

## История
Образовано в результате проведения муниципальной реформы в 2005 году, путём преобразования дореформенного Алтуховского поссовета.

## Население
| 2009  | 2010  | 2011  | 2012  | 2013  | 2014  | 2015  | 2016  | 2017  |
| ----- | ----- | ----- | ----- | ----- | ----- | ----- | ----- | ----- |
| 1863  | ↗1867 | ↘1852 | ↘1829 | ↘1814 | ↘1786 | ↘1745 | ↘1690 | ↘1664 |
| 2018  | 2019  | 2020  | 2021  |       |       |       |       |       |
| ↗1681 | ↘1677 | ↗1685 | ↗1746 |       |       |       |       |       |

## Населённые пункты
| № | Населённый пункт | Тип     | Население |
| - | ---------------- | ------- | --------- |
| 1 | Алтухово         | пгт     | ↗1679     |
| 2 | Шешуево          | деревня | ↘67       |